# Band (transport)

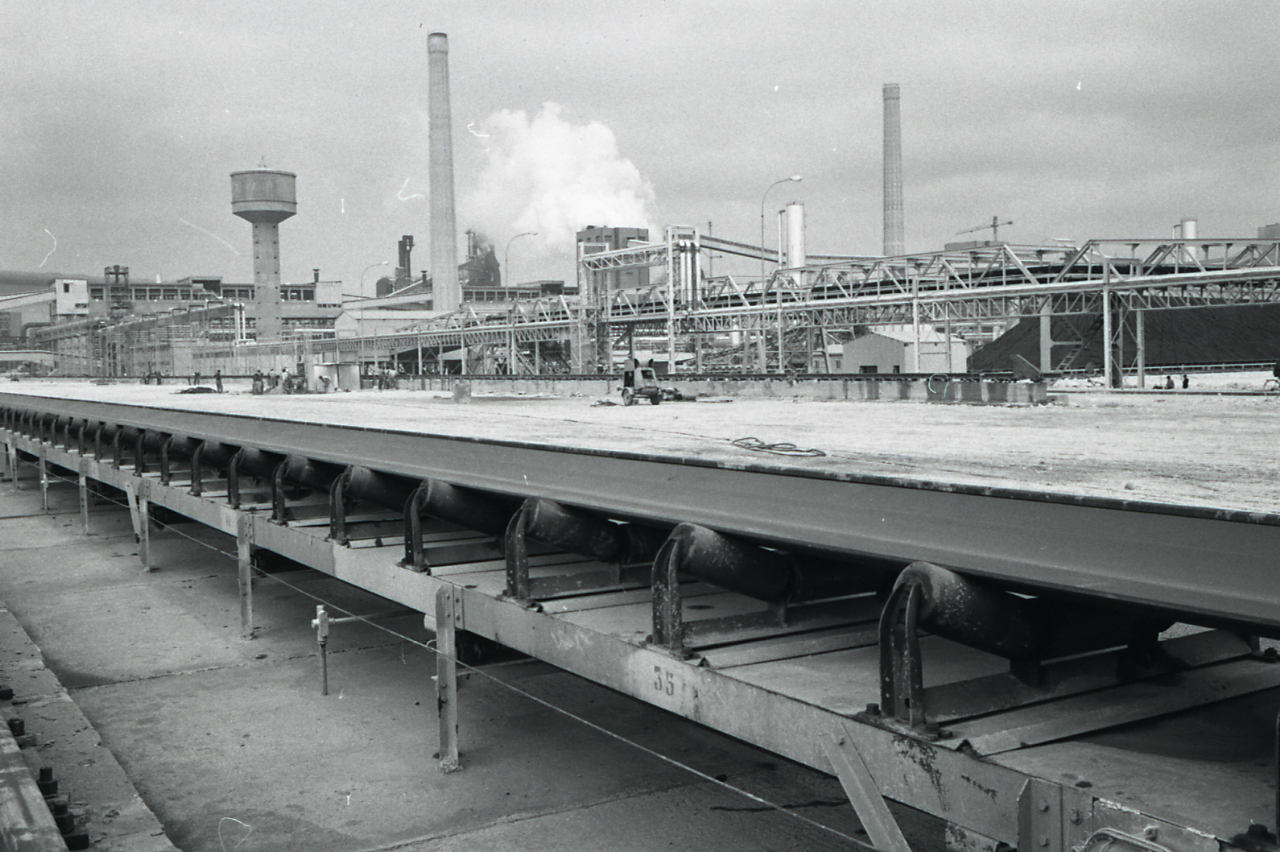
Taranto, 1964

Band är en typ av utrustning på fordon eller i industri. På bandfordon används band av stål eller gummi för att fördela marktryck (kraft) på större area. Resultatet ger bättre flytförmåga och drivning på mjukt och löst underlag som snö, sand, lera och sankmark.

## Transport
Inom industrin används bandtransportörer för att flytta material och produkter från en plats till en annan, till exempel i en fabrik. De finns i olika utförande och material. Band av polyuretan eller stål förekommer.
Transportband eller löpande band används även inom industrin (se löpandebandprincipen), persontransporter och på flygplatser (se bagageband). De förekommer även i snabbköpskassan för att underlätta varuflödet för kunder och kassapersonal. 